# 2-й Краинский партизанский отряд
2-й Краинский народно-освободительный партизанский отряд имени доктора Младена Стояновича (сербохорв. Други крајишки народноослободилачки партизански одред „Др. Младен Стојановић“ / Drugi krajiški narodnooslobodilački partizanski odred), также известный как Козарский партизанский отряд (серб. Козарски партизански одред / Kozarski partizanski odred) — партизанский отряд Народно-освободительной армии Югославии, действовавший с сентября 1941 года по 22 сентября 1942 года на Козаре во время народно-освободительной войны. Единственный партизанский отряд, награждённый орденом Народного героя Югославии (1972).

## История
2-й Краинский партизанский отряд был сформирован на горе Козара в сентябре 1941 года и назывался Козарским партизанским отрядом. К концу ноября его численность составляла 670 человек, а к концу декабря — 1045 человек из трёх батальонов. Первым командиром отряда был доктор Младен Стоянович, а политруком — Осман Карабегович (оба — Народные герои Югославии).
Отряд вёл бои в междуречье Савы, Уны, Саны и Врбаса. Сражался в Битве на Козаре летом 1942 года. С апреля 1942 года носил имя своего командира Младена Стояновича, похищенного и убитого четниками.
22 сентября 1942 года 2-й Краинский партизанский отряд был реорганизован на горе Палеж (Козара) в 5-ю Краинскую Козарскую бригаду численностью 1100 человек
В сентябре 1972 года к 30-летию битвы за Козару отряд был награждён орденом Народного героя Югославии: из всех воинских формирований это был единственный партизанский отряд, удостоенный подобной награды.